# 炮派
云南毛泽东主义炮兵团，简称炮兵团、炮派，是云南省文化大革命时期派别。对立面是八二三派。

## 历史

### 九一四事件
1966年9月14日，以外地来串连的学生和云南大学少数派为骨干，云南各高校及中专、中学生共1700多人组织游行。冲击《云南日报》社。史称九一四狂飙（亦有称九一四风云）。同日，云南大学、昆明师范学院“毛泽东主义炮兵团”宣布成立。
1967年1月2日，昆明工学院八二三兵团，云南大学毛泽东主义炮兵团等100多个群众组织宣布成立昆明地区无产阶级革命派大联合指挥部。1月22日，以云南大学毛泽东主义炮兵团为主的62个造反派组织正式从昆明地区无产阶级革命派大联合指挥部分裂，另立新云南革命造反派大联合联络站，再改名云南毛泽东主义炮兵团。至此昆明地区八二三派，炮派两大对立组织形成。
1967年4月26日，炮派舉行火炬游行，遭到八二三派衝擊。
1967年4月28日至5月29日，昆明先後發生多起大規模武鬥。

### 下關一·一六事件
1967年12月-1968年1月起，在云南昆明、大理州下关等地，八派和炮派连续发生大规模的武斗事件。1月10日，炮派主力部队之一的工役制部队第8团向滇西方向进发。1月16日，两派在大理下关地区爆发大规模“一·一六武斗”，共造成200余人死亡。

## 原始文献
- 风展红旗:《昆明地区无产阶级文化大革命大事记 第一集》1968年 昆明八二三编印
- 《兩條路綫鬥爭 滇西挺進縱隊罪行錄》1969年 十四軍兩條路綫展覽舘編